# Болітце (пам'ятка природи, Маневицький район)
Болі́тце — ботанічна пам'ятка природи загальнодержавного значення в Україні. Розташована в межах Камінь-Каширського району Волинської області, за 2 км на північний захід від с. Карасин. 
Площа 2,9 га (землі державної власності, запас).  Статус надано згідно з рішенням обласної ради від 25.07.2003, № 6/3, розширена за рішенням обласної ради від 29.03.2005, № 19/27, статус загальнодержавного значення надано згідно з Указом Президента України від 27.07.2016, № 312  Перебуває у віданні Прилісненської сільської громади. 
Статус надано для збереження унікального осоково-сфагнового болота з рідкісними фітоценозами, де трапляються білозір болотний, осока дводомна, багно звичайне, буяхи, журавлина болотна. 
Місцезростання таких видів флори, занесених до Червоної книги України, як береза темна, верба чорнична, росички проміжна та англійська, жировик Льозеля, журавлина дрібноплода, пальчатокорінники травневий та м'ясочервоний.

## Галерея

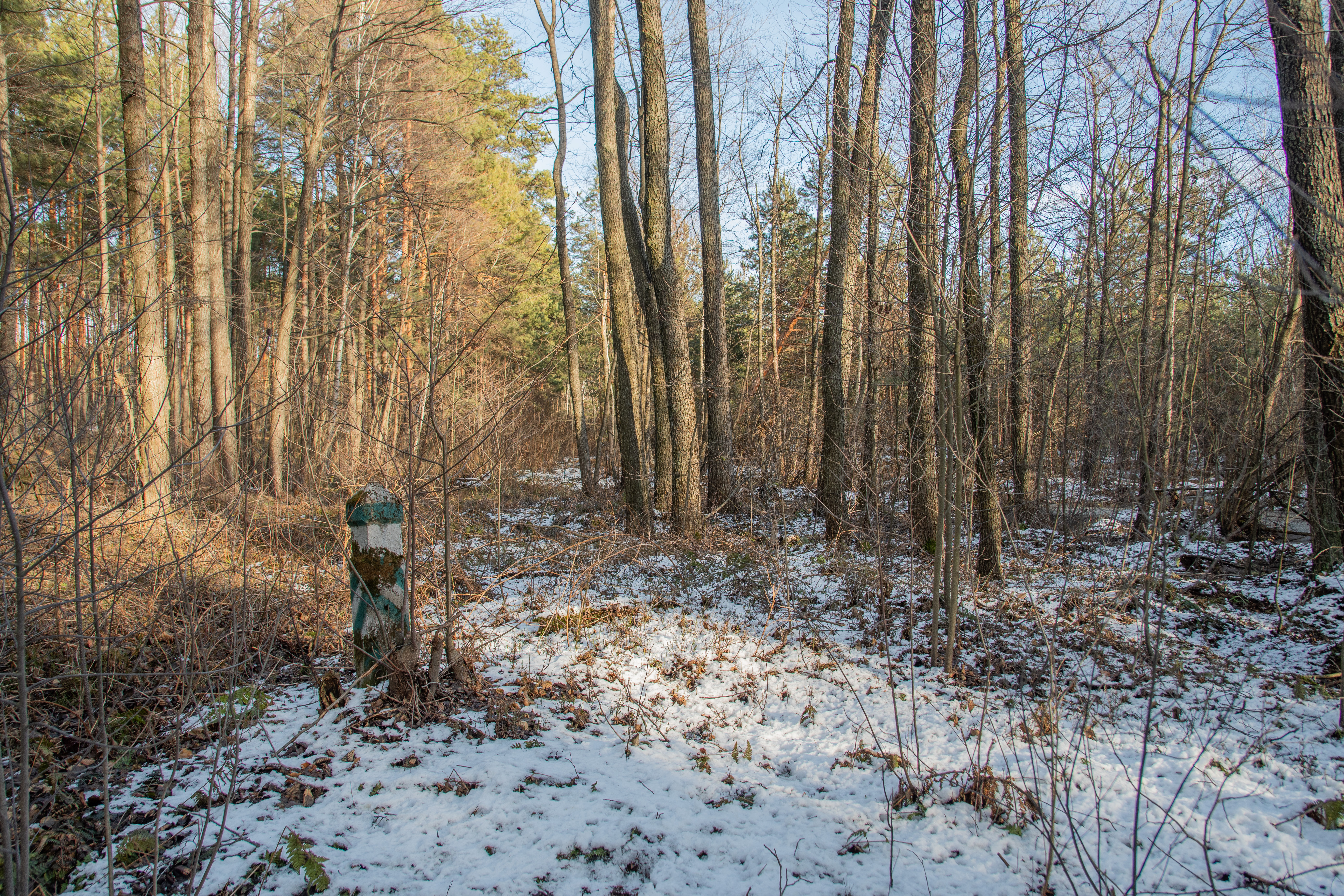
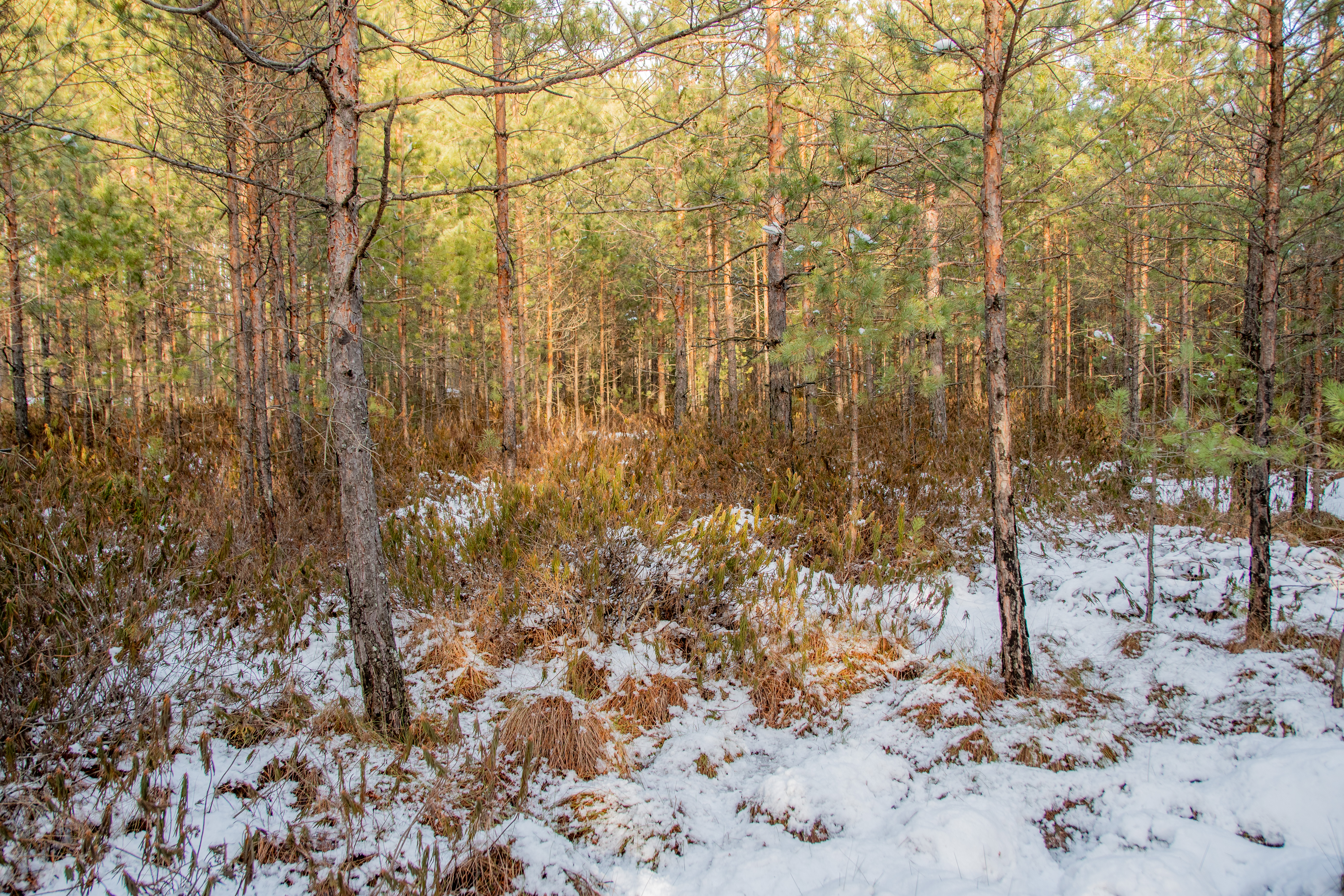
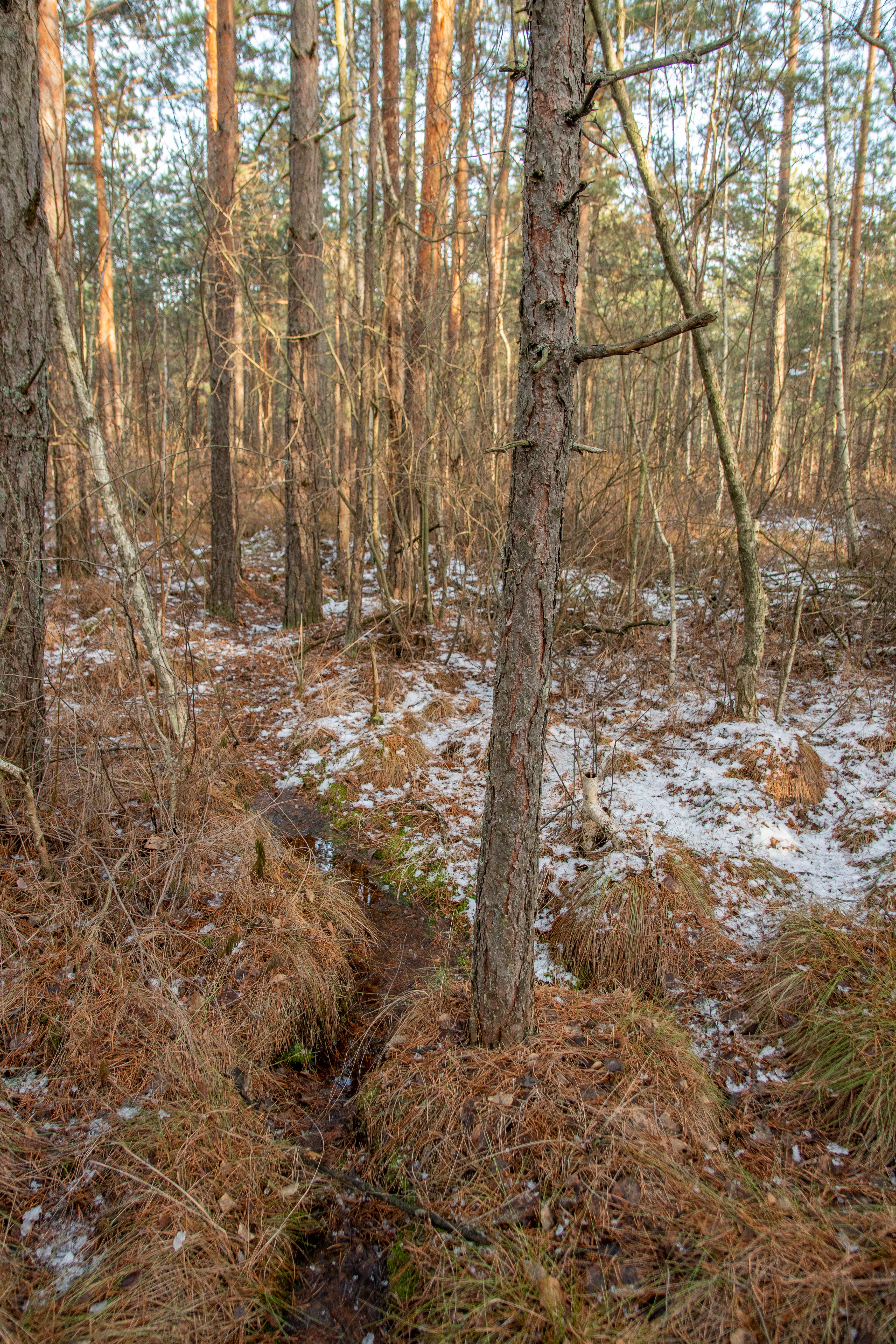